# Nagyvajdafalva
Nagyvajdafalva (románul: Voivodeni) falu Romániában, Erdélyben, Brassó megyében.

## Fekvése
Fogarastól délnyugatra fekvő település.

## Története
Nagyvajdafalva nevét 1432-ben említette először oklevél Voivodeni, Vajdafalva néven.
Későbbi névváltozatai: 1555-ben Nagy Vajdafalva, 1640-ben Uaidaffalwa, Nagy Waydafalva, 1733-ban Nagy Vajvadjen, 1750-ben Nagy-Voivodeni, 1760-1762 között Nagy Vajdafalva, az 1763–1785. évi első katonai felmérés alapján készült térképen a neve N[agy] Vajdafalva. Az 1801–1869. évi második katonai felmérés szerint készült térképen Voivodeni mare, 1808-ban Vajdafalva (Nagy-), Gross-Waiwoden, Vajdafalo-máre, 1861-ben Nagy-Vajdafalva, 1888-ban Nagy-Vajdafalva (Vojvodeni mare), 1913-ban Nagyvajdafalva, 1919-ben Nagy-vajdafalva, Voivodenii-mari, Gross-woiwoden. néven írták.
A Bráza-patak forrásvidékén fekszenek a Fekete vajdának, Negru vajdának tulajdonított vár romjai. A település nevét a XV. században élt havaselvi vajda nevével hozzák összefüggésbe. A magyar és a román név párhuzamos névadás eredménye. Német neve, Grosswoiwoden részben a magyarból (gross ’nagy’), részben a románból való (woiwoden ≈ voivodeni).
A Bráza-patak nyugati partján fekszik Nagy-vajdafalva ikertelepülése, Kisvajdafalva is.
1640-ben I. Rákóczi György birtoka volt.
A trianoni békeszerződés előtt Fogaras vármegye Fogarasi járásához tartozott, 586 lakosából 572 volt román.